# Belinski (ville)
Pour les articles homonymes, voir Belinski.
Belinski (en russe : Белинский) est une ville de l’oblast de Penza, en Russie, et le centre administratif du raïon de Belinski. Sa population s’élevait à 8 413 habitants en 2013.

## Géographie
Belinski est située à 109 km — 123 km par la route — au sud-est de Penza.

## Histoire
L'origine de la ville remonte à la fondation d'un village en 1713. En 1780, la localité reçut le statut de ville sous le nom de Tchembar. Elle fut renommée Belinski en 1948, en l'honneur du critique littéraire Vissarion Belinski (1811–1848), qui y passa sa jeunesse.

## Population
Recensements (*) ou estimations de la population
| 1856  | 1897* | 1926* | 1939* | 1959* | 1970* |
| ----- | ----- | ----- | ----- | ----- | ----- |
| 4 100 | 5 345 | 5 869 | 6 006 | 6 063 | 6 805 |

| 1979* | 1989* | 2002* | 2010* | 2012  | 2013  |
| ----- | ----- | ----- | ----- | ----- | ----- |
| 7 810 | 9 028 | 8 837 | 8 565 | 8 492 | 8 413 |